# توماس وودستاک، نخستین دوک گلاستر
توماس ووداستوک، نخستین دوک گلاستر (انگلیسی: Thomas of Woodstock, 1st Duke of Gloucester; ۷ ژانویهٔ ۱۳۵۵ – ۸ سپتامبر ۱۳۹۷) یک پرسنل نظامی اهل پادشاهی انگلستان بود. وی در عین حال نخستین ارل باکینگهام، و نخستین ارل اسکس هم بود. توماس چهاردهمین و جوان‌ترین فرزند شاه ادوارد سوم پادشاه انگلستان و همسر وی فیلیپای انو بود. او در میان ۵ فرزند پسر ادوارد عنوان جوان‌ترین آنها را داشت که به مرحله رشد و بزرگسالی رسید.